# Carlo Talladira
Carlo Talladira (23 giugno 1971) è un ex calciatore australiano.

## Carriera
Da calciatore è stato un centrocampista.
Ha sempre giocato in Australia, nell'ormai defunta NSL. Vanta più di 100 presenze in A-League.
Nel 1994 ha militato per una stagione nel campionato nazionale del Singapore con un team australiano, il Darwin Cubs, arrivando secondo.
Dal 2007 è assistente/allenatore dell'Adelaide City, squadra che milita nella SASL.